# Eleições presidenciais portuguesas de 2001 na Madeira
| Eleições presidenciais portuguesas de 2001 Distritos: Aveiro \| Beja \| Braga \| Bragança \| Castelo Branco \| Coimbra \| Évora \| Faro \| Guarda \| Leiria \| Lisboa \| Portalegre \| Porto \| Santarém \| Setúbal \| Viana do Castelo \| Vila Real \| Viseu \| Açores \| Madeira \| Estrangeiro |

## Resultados por Concelho
Os resultados nos concelhos da Região Autónoma da Madeira foram os seguintes:

### Calheta
| Candidato               | Candidato                  | Votos  | %               |
| ----------------------- | -------------------------- | ------ | --------------- |
|                         | Joaquim Ferreira do Amaral | 3 177  | 61,18 / 100,00  |
|                         | Jorge Sampaio              | 1 739  | 33,49 / 100,00  |
|                         | Fernando Rosas             | 140    | 2,70 / 100,00   |
|                         | António Garcia Pereira     | 104    | 2,00 / 100,00   |
|                         | António Abreu              | 33     | 0,64 / 100,00   |
| Votos Inválidos         | Votos Inválidos            | 77     | 1,46 / 100,00   |
| Total                   | Total                      | 5 270  | 100,00 / 100,00 |
| Eleitorado/Participação | Eleitorado/Participação    | 10 353 | 50,90 / 100,00  |

### Câmara de Lobos
| Candidato               | Candidato                  | Votos  | %               |
| ----------------------- | -------------------------- | ------ | --------------- |
|                         | Joaquim Ferreira do Amaral | 5 124  | 49,88 / 100,00  |
|                         | Jorge Sampaio              | 4 386  | 42,69 / 100,00  |
|                         | Fernando Rosas             | 337    | 3,28 / 100,00   |
|                         | António Garcia Pereira     | 245    | 2,38 / 100,00   |
|                         | António Abreu              | 181    | 1,76 / 100,00   |
| Votos Inválidos         | Votos Inválidos            | 251    | 2,38 / 100,00   |
| Total                   | Total                      | 10 524 | 100,00 / 100,00 |
| Eleitorado/Participação | Eleitorado/Participação    | 22 938 | 45,88 / 100,00  |

### Funchal
| Candidato               | Candidato                  | Votos  | %               |
| ----------------------- | -------------------------- | ------ | --------------- |
|                         | Jorge Sampaio              | 25 620 | 55,62 / 100,00  |
|                         | Joaquim Ferreira do Amaral | 17 277 | 37,51 / 100,00  |
|                         | Fernando Rosas             | 1 551  | 3,37 / 100,00   |
|                         | António Garcia Pereira     | 844    | 1,83 / 100,00   |
|                         | António Abreu              | 772    | 1,68 / 100,00   |
| Votos Inválidos         | Votos Inválidos            | 1 301  | 2,75 / 100,00   |
| Total                   | Total                      | 47 365 | 100,00 / 100,00 |
| Eleitorado/Participação | Eleitorado/Participação    | 97 371 | 48,64 / 100,00  |

### Machico
| Candidato               | Candidato                  | Votos  | %               |
| ----------------------- | -------------------------- | ------ | --------------- |
|                         | Jorge Sampaio              | 5 286  | 62,34 / 100,00  |
|                         | Joaquim Ferreira do Amaral | 2 828  | 33,35 / 100,00  |
|                         | Fernando Rosas             | 214    | 2,52 / 100,00   |
|                         | António Garcia Pereira     | 78     | 0,92 / 100,00   |
|                         | António Abreu              | 73     | 0,86 / 100,00   |
| Votos Inválidos         | Votos Inválidos            | 125    | 1,46 / 100,00   |
| Total                   | Total                      | 8 604  | 100,00 / 100,00 |
| Eleitorado/Participação | Eleitorado/Participação    | 18 710 | 45,99 / 100,00  |

### Ponta do Sol
| Candidato               | Candidato                  | Votos | %               |
| ----------------------- | -------------------------- | ----- | --------------- |
|                         | Joaquim Ferreira do Amaral | 1 972 | 53,73 / 100,00  |
|                         | Jorge Sampaio              | 1 489 | 40,57 / 100,00  |
|                         | Fernando Rosas             | 92    | 2,51 / 100,00   |
|                         | António Garcia Pereira     | 78    | 2,13 / 100,00   |
|                         | António Abreu              | 39    | 1,06 / 100,00   |
| Votos Inválidos         | Votos Inválidos            | 59    | 1,58 / 100,00   |
| Total                   | Total                      | 3 729 | 100,00 / 100,00 |
| Eleitorado/Participação | Eleitorado/Participação    | 7 096 | 52,55 / 100,00  |

### Porto Moniz
| Candidato               | Candidato                  | Votos | %               |
| ----------------------- | -------------------------- | ----- | --------------- |
|                         | Joaquim Ferreira do Amaral | 986   | 54,66 / 100,00  |
|                         | Jorge Sampaio              | 749   | 41,52 / 100,00  |
|                         | Fernando Rosas             | 39    | 2,16 / 100,00   |
|                         | António Garcia Pereira     | 23    | 1,27 / 100,00   |
|                         | António Abreu              | 7     | 0,39 / 100,00   |
| Votos Inválidos         | Votos Inválidos            | 41    | 2,22 / 100,00   |
| Total                   | Total                      | 1 845 | 100,00 / 100,00 |
| Eleitorado/Participação | Eleitorado/Participação    | 3 074 | 60,02 / 100,00  |

### Porto Santo
| Candidato               | Candidato                  | Votos | %               |
| ----------------------- | -------------------------- | ----- | --------------- |
|                         | Jorge Sampaio              | 1 256 | 60,47 / 100,00  |
|                         | Joaquim Ferreira do Amaral | 711   | 34,23 / 100,00  |
|                         | Fernando Rosas             | 54    | 2,60 / 100,00   |
|                         | António Garcia Pereira     | 42    | 2,02 / 100,00   |
|                         | António Abreu              | 14    | 0,67 / 100,00   |
| Votos Inválidos         | Votos Inválidos            | 41    | 1,94 / 100,00   |
| Total                   | Total                      | 2 118 | 100,00 / 100,00 |
| Eleitorado/Participação | Eleitorado/Participação    | 3 967 | 53,39 / 100,00  |

### Ribeira Brava
| Candidato               | Candidato                  | Votos  | %               |
| ----------------------- | -------------------------- | ------ | --------------- |
|                         | Joaquim Ferreira do Amaral | 2 815  | 53,76 / 100,00  |
|                         | Jorge Sampaio              | 2 036  | 38,88 / 100,00  |
|                         | Fernando Rosas             | 160    | 3,06 / 100,00   |
|                         | António Garcia Pereira     | 141    | 2,69 / 100,00   |
|                         | António Abreu              | 84     | 1,60 / 100,00   |
| Votos Inválidos         | Votos Inválidos            | 153    | 2,84 / 100,00   |
| Total                   | Total                      | 5 389  | 100,00 / 100,00 |
| Eleitorado/Participação | Eleitorado/Participação    | 11 102 | 48,54 / 100,00  |

### Santa Cruz
| Candidato               | Candidato                  | Votos  | %               |
| ----------------------- | -------------------------- | ------ | --------------- |
|                         | Jorge Sampaio              | 6 383  | 54,12 / 100,00  |
|                         | Joaquim Ferreira do Amaral | 4 593  | 38,94 / 100,00  |
|                         | Fernando Rosas             | 383    | 3,25 / 100,00   |
|                         | António Garcia Pereira     | 259    | 2,20 / 100,00   |
|                         | António Abreu              | 177    | 1,50 / 100,00   |
| Votos Inválidos         | Votos Inválidos            | 339    | 2,80 / 100,00   |
| Total                   | Total                      | 12 134 | 100,00 / 100,00 |
| Eleitorado/Participação | Eleitorado/Participação    | 22 249 | 54,54 / 100,00  |

### Santana
| Candidato               | Candidato                  | Votos | %               |
| ----------------------- | -------------------------- | ----- | --------------- |
|                         | Joaquim Ferreira do Amaral | 2 261 | 53,00 / 100,00  |
|                         | Jorge Sampaio              | 1 692 | 39,66 / 100,00  |
|                         | Fernando Rosas             | 164   | 3,84 / 100,00   |
|                         | António Garcia Pereira     | 95    | 2,23 / 100,00   |
|                         | António Abreu              | 54    | 1,27 / 100,00   |
| Votos Inválidos         | Votos Inválidos            | 103   | 2,35 / 100,00   |
| Total                   | Total                      | 4 369 | 100,00 / 100,00 |
| Eleitorado/Participação | Eleitorado/Participação    | 8 611 | 50,74 / 100,00  |

### São Vicente
| Candidato               | Candidato                  | Votos | %               |
| ----------------------- | -------------------------- | ----- | --------------- |
|                         | Joaquim Ferreira do Amaral | 1 348 | 48,91 / 100,00  |
|                         | Jorge Sampaio              | 1 201 | 43,58 / 100,00  |
|                         | Fernando Rosas             | 103   | 3,74 / 100,00   |
|                         | António Garcia Pereira     | 61    | 2,21 / 100,00   |
|                         | António Abreu              | 43    | 1,56 / 100,00   |
| Votos Inválidos         | Votos Inválidos            | 66    | 2,33 / 100,00   |
| Total                   | Total                      | 2 822 | 100,00 / 100,00 |
| Eleitorado/Participação | Eleitorado/Participação    | 5 996 | 47,06 / 100,00  |